# Rhomboid
El Rhomboid es un gen implicado en el desarrollo de la mosquita de la fruta Drosophila melanogaster.
La expresión de este gen es activada cuando los niveles de la proteína dorsal (producto del gen Dorsal) son bajos. Además, su expresión está reprimida en ciertas regiones ventrales por la proteína snail.
Será activo en:
- el neuroectodermo de D. melanogaster.

Será inactivo en:
- el intestino medio adulto y sano de D. melanogaster, al estar reprimida su  transcripción génica.